# Caridae
Caridae es una familia de coleópteros polífagos de la superfamilia Curculionoidea de origen gondwánico. Son considerados como parte del grupo de gorgojos primitivos porque tienen antenas rectas, es decir no flexionadas. La inserción de las antenas en el rostro no puede ser vista desde arriba. Los Caridae también carecen de espiráculos en los terguitos abdominales 6 y 7. El protórax carece de carinas laterales.
Suelen encontrarse sobre árboles de Cupressaceae. 
Car se ha encontrado sobre Callitris y  Caenominurus ha sido encontrado sobre Austrocedrus y Pilgerodendron.

## Géneros seleccionados
- Caenominurus Voss, 1966
- Car Blackburn, 1897
- Carodes Zimmerman, 1994
- Chilecar Kuschel, 1992

- Datos: Q135343
- Especies: Caridae